# 熙岭乡
熙岭乡，是中华人民共和国福建省宁德市屏南县下辖的一个乡镇级行政单位。

## 行政区划
熙岭乡下辖以下地区：
熙岭村、秀溪村、管洋村、岭里村、井兜村、大段村、溪里村、前塘村、新墘村、山墩村、梨洋村、塘后村、三峰村、四坪村、龙潭村和墘头村。